# Weicheng (Weifang)
Weicheng léase Uéi-Cheng (en chino: 潍城区,pinyin:Wéichéng qū) es un distrito urbano bajo la administración directa de la ciudad-prefectura de Weifang. Se ubica al este de la provincia de Shandong, al este de la República Popular China. Su área es de 290 km² y su población total para 2010 fue de más de 360 mil habitantes. 

## Administración
El distrito de Weicheng se divide en 10 pueblos que se administran en 4 subdistritos y 6 poblados.